# Titanomaquia
En la mitología griega la Titanomaquia (en griego antiguo Τιτανομαχία, Titanomakhía) es la batalla que libraron los olímpicos contra los titanes, conocida coloquialmente como la «Batalla de los titanes» o la «Guerra titánica».
| Bando     | Sede   | Participantes |
| --------- | ------ | --- |
| Olímpico  | Olimpo | Explícitamente: Zeus (caudillo), Hades, Poseidón, los Cíclopes, los Hecatónquiros, Estigia, Pan, Janto y Balio. Implícitamente: Hera, Hestia, Deméter, Cratos, Zelo, Bía, Nike. Aliados: Gea, Metis, Hécate, Prometeo y Epimeteo. Probablemente: Iris.                                         |
| Titanes   | Otris  | Explícitamente: Atlas (caudillo), Crono, Ceo, Crío, Hiperión, Jápeto, Menecio, Arce, Egeón, Briareo, Eceo y el Equídnada. Implícitamente: Tea, Rea, Temis, Mnemósine, Febe, Tetis, Palante, Perses, Astreo. Aliados: Aqueronte, Campe, los Coribantes e Ítax. Probablemente: algunos gigantes. |
| (neutral) | -      | Explícitamente: Helios, Océano, Tetis y el Ofiotauro. Probablemente: Quirón y las Moiras. Conjeturalmente: Leto, Asteria, Selene, Eos, Dione y Eurínome. |

## En Hesíodo
La fuente principal de este capítulo mitológico es la que nos proporciona la Teogonía de Hesíodo. Allí se dice que los titanes — Océano, Ceo, Crío, Hiperión, Jápeto, Tea, Rea, Temis, Mnemósine, Febe, Tetis y Crono — eran los doce hijos más jóvenes de Urano y Gea. Estos primordiales habían engendrado antes a los Cíclopes, que poseen un solo ojo, y a los Hecatónquiros, que poseen cien manos. Tras llegar a la virilidad Zeus obligó a Crono a vomitar a sus hermanos, liberó a los Cíclopes y a los Hecatónquiros, y se alió con ellos para vencer a su padre. Crono y sus hermanos fueron derrotados por Zeus y sus aliados en una terrible guerra, la Titanomaquia, en la que tomaron parte todos los dioses. Los titanes fueron encadenados y arrojados al Tártaro, situado en las entrañas de la tierra; pero uno de los hijos de Jápeto, Atlas, fue condenado a llevar la bóveda del cielo sobre sus hombros durante toda la eternidad, por haber sido el caudillo de los titanes. Diez años duró la contienda entre los dioses antiguos y los más advenedizos; dos razas de deidades muy anteriores a la existencia de la humanidad. Los titanes tomaron como su sede el monte Otris, en tanto que los olímpicos estaban apostados en el monte Olimpo. Este monte se convertiría desde entonces en el hogar de sus nuevos gobernantes.

## Otros autores
La Titanomaquia ya es confundida por algunos autores tardíos, como Ovidio, con otra teomaquia similar, la Gigantomaquia.  Otros incluso las incluyen en un mismo episodio.  Una versión aberrante de la Titanomaquia la cuenta como una sublevación de los titanes contra Zeus que previamente habían destronado a Crono.  Y otra teomaquia nos habla de dos bandos luchando, uno de parte de Crono y otro de Ofión.
Los griegos de la edad clásica conocían varios poemas sobre la Titanomaquia aparte de la Teogonía. Un poema épico perdido titulado Titanomaquia y atribuido al aedo ciego tracio Támiris, a su vez un personaje legendario, era mencionado de pasada en el ensayo Sobre la música una vez atribuido a Plutarco. Al menos en el poema de la Titanomaquia, de la que solo se han conservado míseros fragmentos, se nos habla de personajes en contextos desconocidos en la obra, como los caballos de Helios y las Horas, o el nacimiento de Quirón de la unión de Crono y Fílira.
Los titanes también jugaban un papel prominente en los poemas atribuidos a Orfeo. Aunque sólo se conservan fragmentos de los relatos órficos, revelan interesantes diferencias con la tradición hesíodica.
Estos mitos griegos la Titanomaquia cae dentro de una clase de mitos similares presentes en Europa y Oriente Próximo, donde una generación o grupo de dioses se enfrenta a los dominantes. A veces estos son suplantados. Otras los rebeldes pierden y son totalmente apartados del poder o bien incorporados al panteón. Otros ejemplos serían las guerras de los Aesir con los Vanir y los Jotunos en la mitología escandinava, el épico Enuma Elish babilónico, la narración hitita del Reino del cielo y el oscuro conflicto generacional de los fragmentos ugaritas.

## Antecedentes
El marco para esta importante batalla fue creado después de que el titán más joven, Crono, derrocase a su propio padre, Urano (el Cielo), que había sido el primer gobernante del universo. Con la ayuda de su madre, Gea (la Tierra), Crono castró entonces a su padre, se apoderó de su trono y liberó a sus hermanos titanes, que habían sido encerrados en el Tártaro bajo el reinado tiránico de Urano.
Sin embargo, al ser usurpado su puesto, Urano profetizó que los propios hijos de Crono se rebelarían contra su gobierno igual que habían hecho él y sus hermanos. Por miedo de que sus futuros hijos se rebelasen contra él, Crono se convirtió en el terrible rey que su padre Urano había sido, y se tragaba enteros a sus hijos a medida que nacían de su esposa Rea. Sin embargo, según una leyenda arcadia recogida por el geógrafo griego Pausanias en su Descripción de Grecia, Rea logró esconder a su hijo Zeus, y en lugar de Zeus le entregó una piedra envuelta en pañales. Otros más alegan que Poseidón no fue devorado ni vomitado sino que Rea dio a Crono en lugar de él un potro y lo ocultó entre las manadas de caballos. Los cretenses, refieren que Zeus nace cada año en la misma cueva con un fuego centelleante y un chorro de sangre, y que cada año muere y lo entierran.
Rea llevó a Zeus a una cueva en la isla de Creta, donde este fue criado por los Curetes y las ninfas Adrastea e Ida, junto con Amaltea. Cuando Zeus se hizo mayor, Rea y su sobrina Metis le dieron a Crono una poción emética, que provocó que este vomitara a los hijos que se había tragado. Zeus los llevó entonces a la rebelión contra los titanes.

## La teomaquia
Antes de comenzar la guerra, Zeus reunió a sus aliados e hizo un sacrificio en el altar que le habían construido los Cíclopes, para conmemorar su alianza. Zeus dedicó sus ofrendas a Urano, Gea y Helio. Este altar fue puesto entre las estrellas como la constelación del Altar. Como señal de buena ventura surgió un águila en los cielos, que Zeus también catasterizó entre las estrellas. Otra versión tardía dice que el Ofiotauro, un toro cuya parte posterior era serpiente, fue encerrado por Estige en un muro triple. Una profecía decía que aquel que quemase sus entrañas saldría victorioso en la batalla. En esta versión Briareo, que era aliados de los titanes, le dio muerte con un hacha adamantina, pero antes de que pudiera arrojar la carne al fuego Zeus le ordenó a un milano que robara los despojos del animal y así se aseguró la victoria.
Entonces los olímpicos, guiados por Zeus, declararon la guerra a la anterior generación de deidades, los titanes. En el bando olímpico se encontraban los otros Cronidas: Hestia, Hera, Deméter, Hades y Poseidón, quienes habían sido devorados por su padre y ahora buscaban venganza, aunque una tradición dice que Rea dejó el cuidado de Hera en manos de Océano y Tetis, cuando Zeus se disponía a batallar contra Crono. La titánide Hécate también se puso del lado de Zeus, y por eso el Cronida le mantuvo su dignidad como diosa con poder en los cielos, el mar y la tierra. Por consejo de Océano, Estigia condujo a sus cuatro hijos, Crato, Zelo, Bía y Nike, al lado de Zeus; por ser la primera en acudir a su llamada, Zeus hizo a las aguas del Estigia como fuente de su juramento irrevocable, que Iris se encargaba de recoger en una cratera.  Una fuente alega que Estigia combatió tanto ella como sus hijos contra los titanes.  Además los Hecatónquiros y los Cíclopes, que habían sido encarcelados previamente por Crono, ayudaron a los olímpicos para satisfacer su venganza. Zeus, para liberar a sus tíos — al menos a los Cíclopes — mató a la carcelera del Tártaro, Campe. Estos Uránidas ayudaron fabricando el rayo de Zeus, el tridente de Poseidón y el casco de invisibilidad de Hades. Incluso se dice que Pan también se posicionó del bando olímpico, emitiendo tales alaridos que pusieron en fuga a los titanes. Gea también había profetizado que Zeus conseguiría la victoria tras diez años de guerra. Los autores tardíos también incluyen a otros dioses olímpicos hijos de Zeus durante la batalla, al menos a Atenea, Ares, Dioniso, Apolo y Ártemis, pero esto parece una confusión con la Gigantomaquia. Por lo menos de Ares se dice que poseía una «lanza destructora de titanes», aunque esto podría ser una simple metáfora bélica.
Acaudillaba a los titanes el propio Atlas. Del resto de titanes se incluyen explícitamente al menos a Crono, Ceo, Crío, Hiperión y Jápeto. También se incluye explícitamente a Menecio, hijo de Jápeto, pero fue fulminado por Zeus con un rayo «por su insolencia». De Palante, Perses y Astreo, hijos de Crío, se puede interpretar implícitamente que también estaban incluidos, pero ninguna fuente lo contempla. Otro aliado de los titanes fue Egeón, hijo de Ponto y Gea, que residía en los mares. Eceo, un hijo de Gea, también luchó favoreciendo a los titanes. Lo mismo que un gigante Equídnada innominado, quien incluso fue utilizado por Crono para recibir el impacto del rayo de Zeus. Arce, la hermana de Iris, marchó de la sede de los dioses para unirse a la causa de los titanes; Zeus la sumió en el Tártaro y le despojó de sus alas. Al menos en el poema de la Titanomaquia el rol de mensajero de los titanes recaía en la figura de Ítax. Se dice durante la guerra Aqueronte le dio de beber a los titanes y como castigo fue metamorfoseado en el río infernal. Una fuente especifica que Océano no participó en la Titanomaquia y otra que Helios fue el único titán que no atacó a Zeus. En cuanto a las seis titánides hesiódicas, Hesíodo dice que «lucharon todos, hembras y varones, los dioses titanes y los que nacieron de Crono», pero ninguna fuente nos proporciona más datos a este respecto. Al menos se cuenta que durante la guerra los titanes enviaron desde Bactriana a los Coribantes para que custodiaran a su hermana Rea.
Diodoro dice, siguiendo el relato de los mitos, que Janto y Balio eran primero titanes y que acudieron en ayuda de Zeus, Janto como compañero de Poseidón y Balio de Zeus; que en la batalla pidieron cambiar de forma, puesto que les avergonzaba que sus hermanos titanes los vieran, y que su petición fue atendida; y que estos fueron metamorfoseados en caballos.
Los Hecatónquiros, para agradecer su nueva libertad, ayudaron a los olímpicos arrojando enormes piedras a los titanes, de cien en cien, que terminaron sepultando a sus enemigos, dándole así la victoria definitiva a Zeus y los suyos. Habiendo logrado por fin la victoria tras toda una década de guerra, los olímpicos dividieron el botín entre ellos y se decidieron entonces por el reparto del lote del universo. No obstante aquí existen dos versiones. La homérica nos dice que los tres Cronidas hicieron un sorteo: A Zeus le tocó el dominio del cielo, el del mar a Poseidón, y el del inframundo a Hades; pero la tierra quedó como territorio común. La versión hesiódica dice que tras finalizar la teomaquia y por indicación de Gea, animaron a Zeus a ser el soberano de los inmortales, y este les distribuyó a sus dos hermanos cada lote.
Decidieron entonces encerrar y encadenar a los titanes derrotados en el Tártaro, las más hondas profundidades del inframundo; se dice que Poseidón había construido los muros de bronce. Desde entonces los titanes son llamados dioses ctónicos. Urano, el cielo, casi se había derrumbado sobre la tierra tras la guerra debido al enorme estruendo que había provocado la devastadora contienda bajo él; una enorme humareda se levantó, llegando incluso al mismísimo Caos. Zeus dispuso que Atlas, como castigo ejemplar, sujetase la bóveda celeste por toda la eternidad sobre sus fatigados hombros. Por su parte Prometeo había arengado a sus parientes de que se abstuvieran de combatir contra Zeus, pues ya estaba predestinada la victoria de los olímpicos. Prometeo era un titán sabio y supo prever su destino, convenciendo a su hermano Epimeteo de que siguiera sus pasos y no participase en la batalla; por ello ambos hermanos tampoco fueron castigados.  Incluso hay una versión que dice que los dioses, tras salir vencedores de la Gigantomaquia (probablemente una confusión con la Titanomaquia), tuvieron su sede en Mecona y allí repartieron sus honores.  En Mecona los hombres y dioses se mezclaban libremente hasta que Prometeo decidió engañar la voluntad de Zeus.
En cuanto a las titánides, no debieron ser castigadas, porque después de la Titanomaquia el autor cita, en el catálogo de esposas de Zeus, al menos a Metis, Temis, Eurínome, Mnemósine y Leto. Metis ayudó a Zeus a derrocar a Crono por lo que suponemos que, aunque no participase en la guerra, estaría alineada a favor de los olímpicos. A Dione se la describe morando en el Olimpo, y en ninguna fuente se nos dice que Rea fuera condenada, pero tampoco se la cita habitando en el Olimpo. En realidad en ninguna fuente se nos habla de que las titánides fueran condenadas en el Tártaro.
Sobre el destino de Crono existen al menos dos variantes míticas: la tradición más antigua, reflejada en ciertas fórmulas homéricas y hesiódicas, supone que Crono habita en el Tártaro rodeado por el resto de los titanes. Una tradición posterior señala que Crono fue luego liberado por voluntad de Zeus, y que quedó reinando en las islas de los Bienaventurados. Esta versión queda atestiguada en una interpolación a Trabajos y días, y en algunos versos de Píndaro. Los Hecatónquiros quedaron montando guardia en el Tártaro sobre los prisioneros. También Poseidón, para agradecer la ayuda que le prestó el centímano Briareo, lo casó con su hija Cimopolea.